# Erno Gerö
Ernst Moritsovich Gere (Terbegec Hungría, actualmente Trebušovce, Eslovaquia, 8 de julio de 1898 - Budapest, 1980), nacido Ernő Singer y conocido también como Ernst Singer, Ernő Gerő, Gere, "Pedro", Pedro Rodríguez Sanz, Pierre, fue un político comunista húngaro. Consejero del Partido Socialista Unificado de Cataluña como delegado de la Internacional Comunista y responsable de la NKVD  en Cataluña durante la guerra civil española.

## Biografía
Miembro de una familia judía (más tarde repudiaría totalmente la religión), fue sastre en su adolescencia. Estudiante en la Facultad de Medicina de la Universidad de Budapest, desde 1919 hasta 1921 dirige las Juventudes Comunistas. Miembro del Partido Comunista de Hungría apoyó activamente la República Soviética Húngara en 1919, liderada por Bela Kun. Desde 1925 milita en el Partido Comunista de la Unión Soviética. En 1920, una vez finalizada la Primera Guerra Mundial  fue nombrado Secretario del Comité Regional de la Unión de Juventudes Comunistas de Checoslovaquia. Trabajó clandestinamente en Hungría, siendo arrestado en septiembre de 1922 y condenado a catorce años de trabajos forzados.
Durante las dos décadas que vivió en la Unión Soviética, Gerö fue un activo agente del KGB. Como tal, trabajó para la Comintern en Francia, vinculándose con partidos comunistas de toda Europa y más tarde en España.

### Guerra civil española
Con el seudónimo de Pedro, desde 1932 fue delegado de la Comintern en el PCE y se estableció en Barcelona, donde se le atribuye una gran influencia en la constitución del Partido Comunista de Cataluña.
En agosto de 1936 viajó de París a España con objeto de redactar a su regreso  un informe para Dmitri Manuilski, que éste transmitió a Viacheslav Mólotov. Tras las Jornadas de mayo de 1937 Gerő empleó su cargo de enlace de la Comintern para participar en actividades de espionaje dentro de la zona republicana, y trabajó activamente en la represión contra el POUM y contra la CNT. Acata las órdenes recibidas de Moscú para desenmascarar a esos bandidos del POUM.[cita requerida] Subordinado  del coronel Orlov, jefe de la NKVD en España, intervino con éste directamente en el asesinato de Andrés Nin.[cita requerida]
"Pedro" fue uno de los principales promotores de las checas barcelonesas, nombre con el que eran conocidas las prisiones particulares y secretas de partidos, organizaciones o fuerzas de seguridad. Tras el fin de la guerra en España en 1939, Gerö fue evacuado  a la URSS.

### Los informes de "Pedro"
Más realistas que los de Victorio Codovilla,  alertando sobre la fuerza de los franquistas, la debilidad y divisiones existentes, la inexistencia de un plan de acción militar, así como del previsible carácter prolongado de la guerra.

### Regreso a Hungría
Pasó la Segunda Guerra Mundial trabajando para la Komintern en Moscú. Tras el fin de la misma, regresa a su patria  para formar parte del gobierno de coalición de finales del 1945 liderado por el líder comunista Mátyás Rákosi con patrocinio de la URSS, pero en las elecciones de 1946 el Partido Comunista Húngaro sólo obtuvo el 17% de los votos en comparación con el 57% del Partido de los Pequeños Propietarios.
Ante ello los comunistas húngaros piden ayuda al Ejército Rojo, encargado de la ocupación militar de Hungría, y con apoyo del general soviético Kliment Voroshílov, Rákosi forzó un gobierno de coalición para asegurar puestos claves a los comunistas húngaros. En 1947 los comunistas húngaros dieron un golpe de Estado y tomaron el poder definitivamente, quedando Rákosi como secretario general del partido y jefe del gobierno húngaro, mientras Gerö se convertía en su lugarteniente y segundo hombre más poderoso del país.
Cuando julio de 1956 Rákosi fue obligado a dimitir  por Nikita Jrushchov, Ernő lo sustituyó en la secretaría general del partido y llegó a ser nombrado Vicepresidente del Gobierno húngaro.
Tras la muerte de Stalin y el inicio del deshielo de Nikita Jrushchov, la política estalinista de Mátyás Rákosi quedó en el descrédito. Finalmente Rákosi fue obligado a dimitir como secretario del partido comunista húngaro el 18 de julio de 1956 por Jrushchov, pero antes Rákosi pudo designar a Gerő para que lo sustituyera en la secretaría general del partido.
El estalinismo militante de Gerő lo hacía rechazable para gran número de líderes comunistas húngaros y fue prontamente remplazado por Imre Nagy. Durante la Revolución Húngara de 1956 Gerő lanzó un severo discurso contra los obreros que protestaban, y aumentó la virulencia de las protestas. Ante ellos, enviados del Politburó soviético presionaron a Gerő para que renunciara, al considerarse que había respondido erradamente al levantamiento. Gerő partió a la URSS con el asentimiento de Nagy.
Fue destituido por no haber sabido responder durante la Revolución Húngara de 1956 y tras ser reemplazado por János Kádár huyó a la Unión Soviética. Tras el aplastamiento de la rebelión húngara por el Ejército Rojo, Nagy fue arrestado y reemplazado por János Kádár, pero éste no permitió que Gerő retornase a Hungría.
En 1960 Gerő volvió a Hungría, estableciéndose en Budapest, pero para esa fecha ya había sido expulsado del Partido Comunista, y trabajó como traductor ocasional hasta su muerte.